# Battles of Napoleon
Battles of Napoleon est un jeu vidéo de type wargame créé par Chuck Kroegel et David Landrey et publié par Strategic Simulations en 1988 sur Apple II et Commodore 64 et en 1989 sur IBM PC. Le jeu se déroule dans un contexte historique et simule quatre batailles des guerres napoléoniennes : la bataille de la Moskova, la bataille d'Auerstaedt, la bataille des Quatre Bras et la bataille de Waterloo. Le jeu a notamment été élu « wargame de l’année » par le magazine Computer Gaming World en 1989.

## Système de jeu
Battles of Napoleon est un wargame qui simule, au niveau tactique, différentes batailles des guerres napoléoniennes. Le jeu propose ainsi quatre scénarios, qui retrace respectivement la bataille de la Moskova, la bataille d'Auerstaedt, la bataille des Quatre Bras et la bataille de Waterloo. Il intègre également un éditeur de scénario qui permet au joueur de créer ses propres batailles ou de modifier les scénarios existant. Celui-ci permet notamment de personnaliser le champ de bataille, mais aussi l’organisation des armées, les unités impliquées et les tables de résolution des combats,. Le système de jeu de Battles of Napoleon est similaire à celui des quatre wargames précédemment développés par Chuck Kroegel et David Landrey et consacrée à la guerre de Sécession, avec des adaptations pour prendre en compte le changement de période historique. Les unités d’infanterie obtiennent ainsi la possibilité d’adopter quatre formations différentes, chacune avec leurs avantages et leurs inconvénients, et le jeu fait la part belle aux charges de cavaleries.  
Le jeu se déroule au tour par tour, chaque tour correspondant à une demi-heure et étant divisé en plusieurs phases. La première, la phase des ordres, permet au joueur d’assigner des objectifs et des commandants à ses unités. Il peut ensuite passer à la phase des opérations, lors de laquelle il déplace ses unités, modifie leur direction et sélectionne leur cible. Si une unité ennemie est visible et à portée de tir, il peut la sélectionner directement, mais il peut également sélectionner une case a priori vide s’il soupçonne qu’une unité ennemi y est dissimulée. Après avoir donné l’ensemble de ces ordres, le joueur peut lancer la phase des combats, lors de laquelle l’ordinateur résout l’ensemble des combats. A la fin de chaque tour, le joueur reçoit un rapport qui l’informe du déroulement de la bataille. Chaque scénario dure un nombre prédéfinis de tours. Au cours de la partie, des points de victoires sont attribués aux joueurs en fonction des objectifs atteint et tenus. A la fin de la partie, le joueur avec le plus de points est déclaré vainqueur.

## Développement et publication
Battles of Napoleon est développé par Chuck Kroegel et David Landrey. Ils s’appuient pour cela sur le moteur de jeu de leur série de wargame consacrée à la guerre de Sécession – qui inclut Battle of Antietam (1985), Gettysburg: The Turning Point (1986), Rebel Charge at Chickamauga  (1987) et Shiloh: Grant's Trial in the West (1987) – qu’ils adaptent à la période des guerres napoléoniennes. Le jeu est publié par Strategic Simulations en novembre 1988 sur Apple II puis en décembre sur Commodore 64,. Il est ensuite porté sur IBM PC en 1989. Outre les deux disquettes du programme, son packaging inclut un manuel de 43 pages qui détails les règles et les scénarios, et un manuel de 37 pages consacré à son éditeur de scénario.

## Extensions
Battles of Napoleon bénéficie de plusieurs extensions, qui incluent de nouveaux scénarios créer par Chuck Kroegel, David Landrey et Michael Merritt. Ces extensions sont publiés Novastar Games, la société de David Landrey, qui les distribuent par correspondance, avec l’autorisation de Strategic Simulations. La première extension inclut d’autres batailles des guerres napoléoniennes dont notamment la bataille d’Austerlitz, la bataille de Marengo et la bataille de Maida. La seconde extension propose des scénarios sur le thème de la guerre d'indépendance espagnole, dont la bataille d'Albuera et la bataille de Medellín, et sur celui de la guerre anglo-américaine de 1812, comme la bataille de La Nouvelle-Orléans. La troisième extension se focalise sur la guerre d'indépendance des États-Unis avec notamment la bataille de Camden et la bataille de Cowpens. La quatrième revient au thème du jeu original, avec notamment la bataille de Wagram, la bataille de Smolensk et la bataille d'Eylau. La cinquième propose entre autres de nouvelles versions de la bataille de Leipzig et de la bataille des Quatre Bras et la sixième se focalise sur la campagne d’Égypte.

## Accueil
| Battles of Napoleon   |      |        |
| Média                 | Nat. | Notes  |
| ACE                   | US   | 92.3 % |
| Computer Gaming World | US   | 5/5    |
| Jeux et Stratégie     | FR   | 7/10   |

À sa sortie, la version Apple II de Battles of Napoleon est encensé par le journaliste Jay Selover du magazine Computer Gaming World qui le décrit comme « un poids lourd » du genre et comme « un vrai wargame », qui « ne doit pas être pris à la légère », avant d'ajouter qu’il devrait satisfaire, voir rendre accro, les fans du genre pour de nombreuses années. Il juge en effet qu’il s’agit de « la simulation la plus réaliste jamais produite » de ce type d’affrontement des guerres napoléoniennes et qu’il bénéficie d’un éditeur de scénario qui permet de recréer quasiment n’importe quelle bataille de cette période. Il ajoute que s’il n’est pas le premier à proposer un tel éditeur de scénario, ce dernier se distingue de ses prédécesseurs en permettant de modifier les tables de résolutions des combats et de sauvegarder les scénarios par petit bout, ce qui permet d’en réutiliser certains morceaux (comme une armée par exemple) pour d’autres scénarios. Il affirme finalement qu’il lui est « impossible de lui faire justice » dans l’espace qui lui a été alloué pour sa critique avant de conclure que son contenu est suffisant pour satisfaire n’importe quel wargamers pendant plus d’une année et de conseiller à ces derniers de se jeter dessus. La version Apple II de Battles of Napoleon est également saluée par le magazine Compute! dont la critique met notamment en avant sa complexité et son éditeur de scénario « impressionnant » avant de conclure que « les fans d’histoire militaire et de wargames y trouveront leur bonheur ». Concernant la version sur Commodore 64, la critique du magazine ACE est également très enthousiaste. Son auteur juge en effet que ses graphismes et ses effets sonores sont au niveau attendu et estime que si son système de jeu est « complexe », il reste relativement « facile à maitriser ». Il salue également ses nombreuses options, dont celle permettant de choisir la stratégie utilisé par l’ordinateur, ainsi que son « large éventail de scénarios » et son éditeur de scénario, qui lui garantissent une « excellente durée de vie », avant de conclure qu’il s’agit d’un « excellent jeu ».
Battles of Napoleon est notamment élu « wargame de l’année » par la rédaction du magazine Computer Gaming World en 1989. Rétrospectivement, le journaliste Evan Brooks explique en 1990 dans le même magazine que s’il ne bénéficie pas de graphismes aussi soignés que des titres plus populaires, sa « valeur ludique » et son « réalisme historique » en font un jeu « indispensable » pour les fans de cette période. Toujours dans le même magazine, le journaliste Terry Lee Coleman le décrit en 1994 comme un jeu « en avance sur son temps » ayant donné lieu à un véritable « culte » malgré son ancienneté. Toujours dans Computer Gaming World, le jeu se classe en 109ème position d’un classement des 150 meilleurs jeux de tous les temps publié en 1996 dans lequel il est décrit comme un jeu « formidable » qui bénéficie en plus d’un éditeur de scénario simple d’utilisation.
Malgré un certain succès critique, il ne se vend qu’a 10 000 exemplaires.